# Dialogue transatlantique des législateurs
 (avril 2013).
Le dialogue transatlantique des législateurs (TLD), créé en janvier 1999, vise à favoriser le consensus des législateurs européens et américains dans le cadre de l'établissement d'un marché commun.